# Fartegn

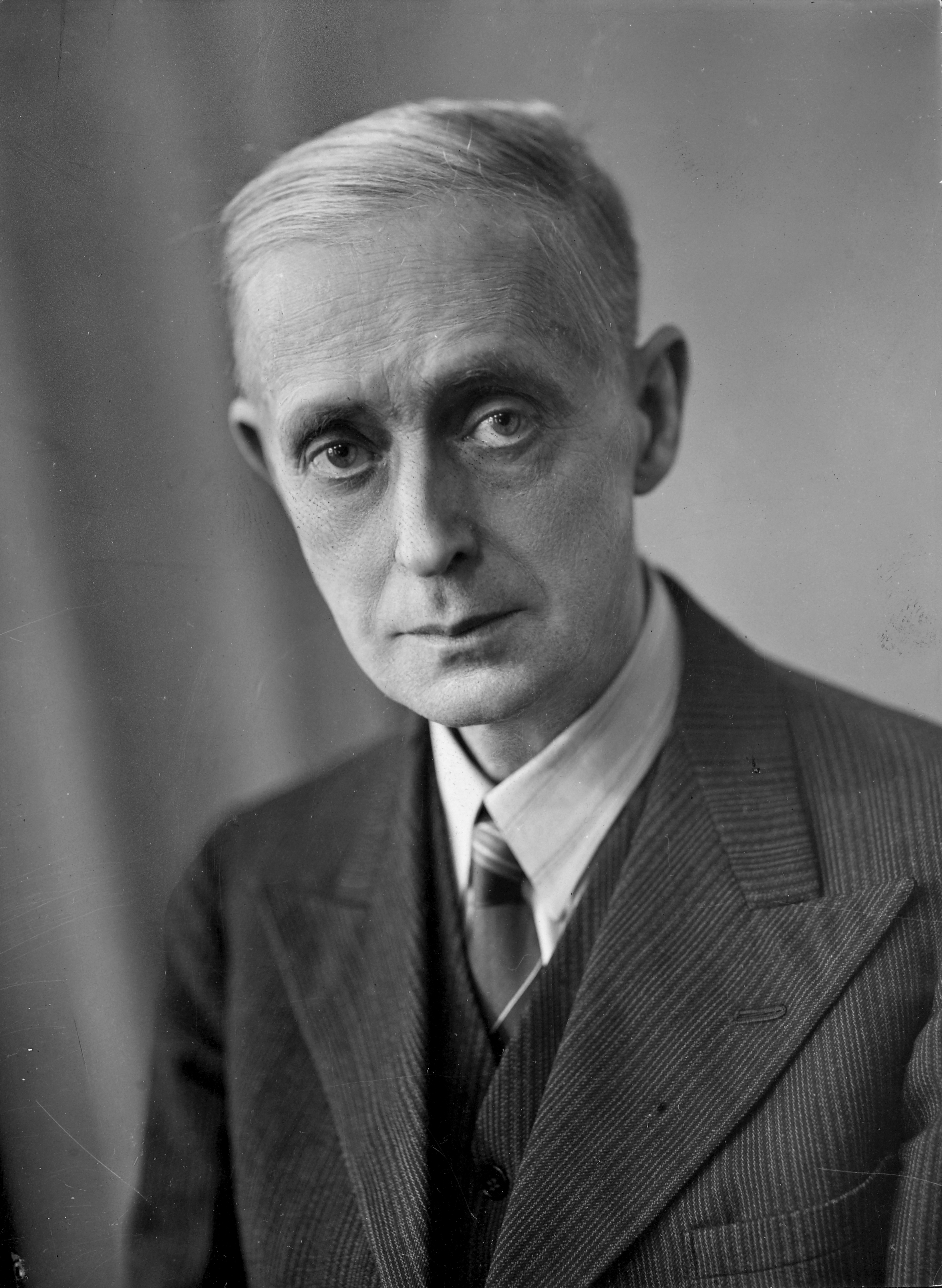
Fartein Valen.

Fartegn, Fartägn eller Farthiegn är ett mansnamn som förekom i Sverige redan på runstenar och i medeltidsbrev: 
- Ristare av Nolbystenen i Medelpad
- En man som reste Hälsinglands runinskrifter 21 till minne av sin far
- En man till vars minne Östergötlands runinskrifter 222 restes
- Fartegn Unge, underlagsman som verkade i Medelpad och Hälsingland, omnämnd i medeltidsbrev från 1300-talet. På vag grund sammankopplades han med Bureätten, och med en mytologisk rikshjälte som enligt muntlig tradition räddade en norsk kungason. Fartegns förmodade far Nils Fartegnsson var en norrländsk storman som förlänades mark vid Lule älv enligt ett brev från 1324, men inget bevis finns på att detta kolonisationsprojekt verkligen genomfördes.
- Om Nils Fartegnssons far Fartegn gamle finns idag ingen verifierad kunskap.

Kortformen Fale förekommer: 
- i det medeltida ortnamnet Falmark i Västerbotten (Fales mark).
- som namnsdag den 14 juli, dels på 1790-talet, dels mellan 1986 och 1992.

Fartein är motsvarande norska stavning:
- Fartein Valen (1887 till 1952), norsk kompositör.
- Fartein Valen-Sendstad(no) (1918 till 1984), norsk historiker.
- Fartein Horgar(no), född 1955, norsk författare och översättare
- Fartein Døvle Jonassen(no), född 1971, norsk översättare och författare